# Хорн, Карл Фридрих
Карл Фридрих Хорн (нем. Karl Friedrich Horn, англ. Charles Frederick Horn; 13 апреля 1762, Нордхаузен — 5 августа 1830, Виндзор) — английский композитор и органист немецкого происхождения. Отец Чарльза Эдуарда Хорна.
Ученик Кристофа Готлиба Шрётера. С 1782 года жил и работал в Англии. При поддержке саксонского посланника графа Брюля получил возможность давать уроки музыки в аристократических домах, а в 1789—1811 годах был учителем музыки королевы Шарлотты и её дочерей.
В 1810 года вместе с Сэмюэлом Уэсли подготовил и опубликовал первое английское издание «Хорошо темперированного клавира» Иоганна Себастьяна Баха.
С 1824 года — органист в виндзорской часовне Святого Георгия.
Автор камерной и органной музыки, переложений.